# Ctenus noctuabundus
Ctenus noctuabundus este o specie de păianjeni din genul Ctenus, familia Ctenidae, descrisă de Theo Albert Arts în anul 1912.
Este endemică în Kenya. Conform Catalogue of Life specia Ctenus noctuabundus nu are subspecii cunoscute.